# Ulica Fryderyka Chopina we Włocławku
Ulica Fryderyka Chopina – ulica Włocławka znajdująca się w centralnej części miasta – ma ponad 5,1 km.
Ulica zaczyna się na skrzyżowaniu, na którym z ulicy Warszawskiej (biegnącej od Placu Wolności) zmienia się w ulice Fryderyka Chopina, a kończy na Wschodzie Leśnym. Na prawie całej długości jest szeroką, dwujezdniową, czteropasmową arterią. Chopina jest częścią drogi krajowej nr 91.
Przy ulicy znajduje się wiele ciekawych obiektów, m.in.:
- Cmentarz Komunalny
- Poczta Główna
- Pływania
- Hala OSIR

W pobliżu ulicy znajduje się m.in.:
- Hipermarket Auchan
- Hipermarket OBI
- Hala Mistrzów